# 小早安
小早安（Petitmoni，日语： Pucchi Moni）是於1999年出道的女子流行曲偶像組合，為演藝經紀公司Up-Front Agency的女性偶像歌唱品牌Hello! Project旗下組合早安少女組。（下稱早安）的第二支小分隊。

## 成員

### 第一期
- 保田圭
- 市井紗耶香
- 後藤真希

### 第二期
- 保田圭
- 後藤真希
- 吉澤瞳

### 第三期
- 吉澤瞳
- 小川麻琴
- Ayaka（椰果少女組。）

## 簡歷
1999年10月3日，淳君決定組成新組合，挑選了早安的保田圭、市井紗耶香和後藤真希三人成為隊員，雖然還沒定下組合名稱，但三人已以組合姿態在電視節目中登場。直至10月24日才決定組合名稱是小早安，並在月底宣佈將於同年11月25日推出出道單曲「ちょこっとLOVE」。這張單曲推出兩星期均在Oricon榜首，在2000年2月7日銷量超過一百萬。這首單曲同時是2000年2月14日卡拉ok排行榜榜首，終止了早安歌曲「LOVE MACHINE」連續十五星期冠軍的紀錄。她們以三人女子組合所創下的銷售紀錄至今仍未被打破。
2000年，市井紗耶香從早安及小早安畢業，其後吉澤瞳加入小早安。2002年7月，保田圭和後藤真希宣佈將會退出小早安及小川麻琴和Ayaka將會加入小早安。雖然她們宣佈將會在同年10月推出單曲，但在一再延期下最終取消推出。最後保田圭和後藤真希在9月23日退隊。自此之後，雖然她們曾發表新歌曲，但這些歌曲並沒有單曲化。

## 作品

### 單曲
1. 一點點LOVE（日语：ちょこっとLOVE）（1999年11月25日）
2. 青春時代1.2.3!/單車大成功!（日语：青春時代1.2.3!/バイセコー大成功!）（2000年7月26日）
3. BABY! 戀愛KNOCK OUT!（日语：BABY! 恋にKNOCK OUT!）（2001年2月28日）
4. 我想要一個完美的聖誕節!（日语：ぴったりしたいX'mas!）（2001年11月14日）

### 專輯
1. 全部! 小早安（日语：ぜんぶ! プッチモニ）（2002年8月21日）
2. 蒲公英／小早安 Mega Best（日语：メガベスト）（2008年12月10日）

## 書籍

### 寫真集
- 小早安Photo Book（2001年5月10日 由WANI BOOKS CO.,LTD.（日语：ワニブックス）發行）

## 小早安V

### 成員
- 中島早貴（℃-ute）
- 萩原舞（同上）
- 真野惠里菜

### 簡歷
2009年，淳君在個人部落格宣佈將會結成新小早安，並將於夏季的演唱會發表全新歌曲，其後12月發售的「Petit Best 10」收錄了該歌曲。